# Wurzen (Szászország)
Wurzen város Németországban, azon belül Szászország tartományban. Lakosainak száma 16 715 fő (2023. december 31.). Wurzen Lossatal, Wermsdorf, Grimma, Trebsen/Mulde, Bennewitz és Thallwitz községekkel határos.
A „Wurzen” név valószínűleg a szláv „wǫrcь” vagy „wǫrce” szóból származik, ami „magasságot” jelent.

## Története

Wurzeni térkép 1745-ből

Wurzent először I. Ottó egyik dokumentuma említi 961-ben Vurcine néven mint Civitas. A város fejlődése a 15. és 16. században érte el tetőpontját, amikor ideiglenesen itt tartózkodtak a meißeni püspökök, akik jelentős építkezési tevékenységet végeztek (kastély, székesegyház bővítése, Szent Vencel városi templom). 1581-ben Wurzent beiktatták a Szász Választófejedelemségbe. 1570 és 1659 között boszorkányüldözések voltak. Az 1637-es harmincéves háború során a svédek kifosztották a várost, és szinte teljesen leégett. Az északi háború, de különösen a hétéves háború és a napóleoni háborúk is a város elsorvadását okozták.

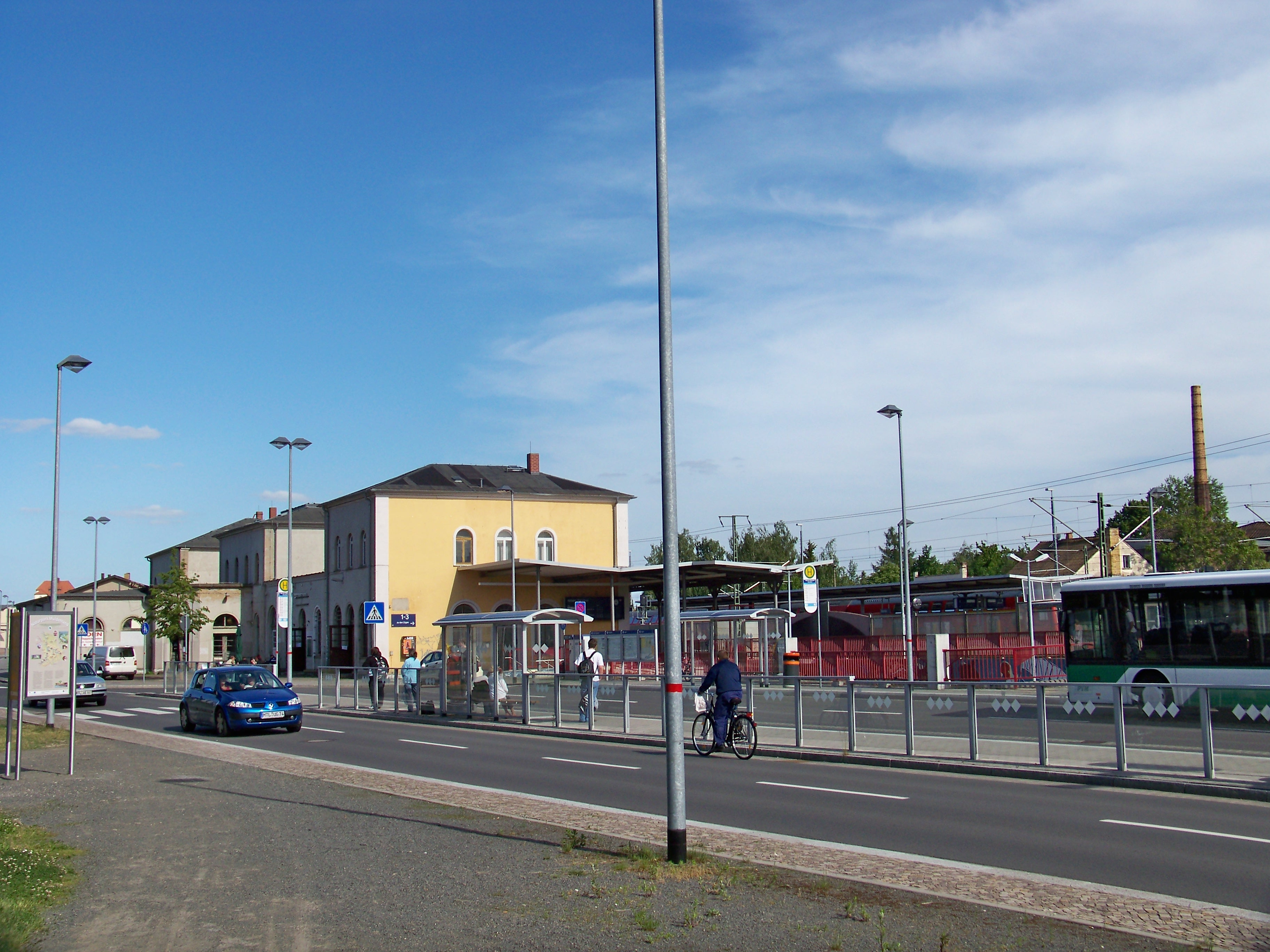
Az állomás

Wurzent 1838. július 31-én csatlakozták a Lipcse–Drezda-vasútvonalhoz és így a német vasúthálózathoz. Németország első vasúti hídja épült a Mulde folyó felett. 
1924 és 1946 között járás jogú város, majd 1952 és 1994 között járási székhely volt.
1943 októberétől 1945 áprilisáig Wurzen számos amerikai légitámadást élt át, több mint 40 halálos áldozattal. Az amerikai csapatok 1945. április 24-én érték el Wurzent. A város nem pusztult tovább. A jaltai konferencia döntéseinek megfelelően az amerikai csapatok 1945. július 1. és július 4. között kivonultak a meghódított területekről.
Az új híd a Mulde folyó felett építése 2004-ben kezdődött, és 2007-ben adták át a forgalomnak.

## A városnézései
- Wurzen (az eredeti város)
- Dehnitz
- Nemt
- Roitzsch
- Kühren
- Burkartshain
- Birkenhof
- Kornhain
- Mühlbach
- Nitzschka
- Oelschütz
- Pyrna
- Sachsendorf
- Streuben
- Trebelshain
- Wäldgen

## Népesség
A település népességének változása:
| Lakosok száma | 16 364 | 16 220 | 16 154 | 16 238 | 16 614 | 16 715 |
|               | 2015   | 2017   | 2019   | 2021   | 2022   | 2023   |

## Híres wurzeniek
- Magnus Gottfried Lichtwer (1719–1783), költő
- Joachim Ringelnatz (1883–1934), író, kabarettista és festő

## Képek

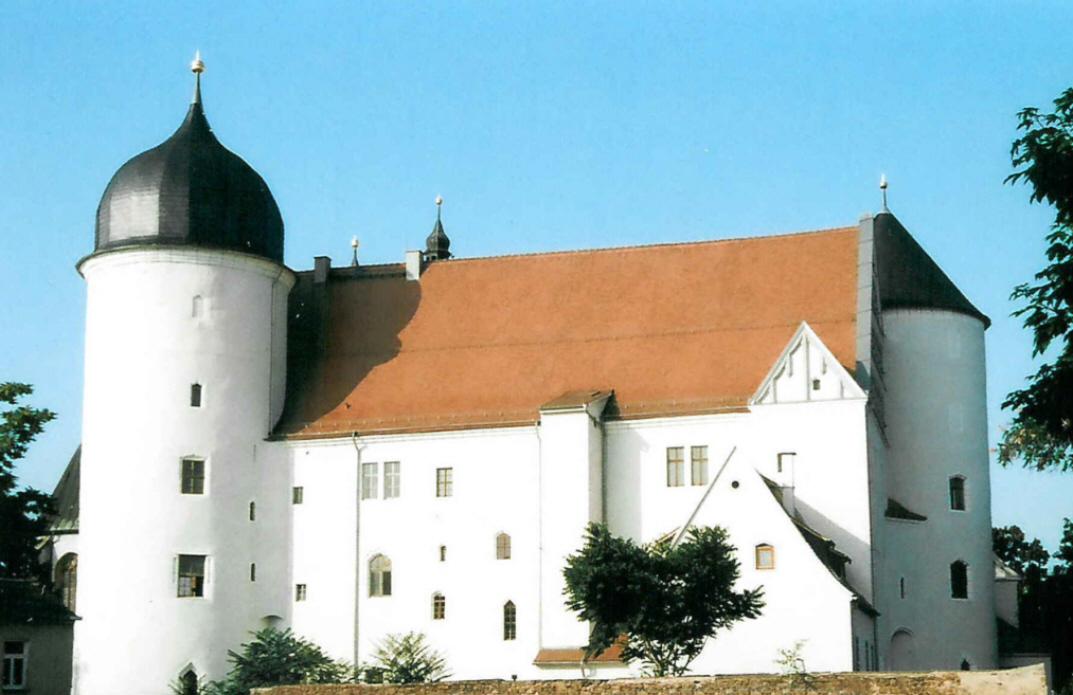
A kastély
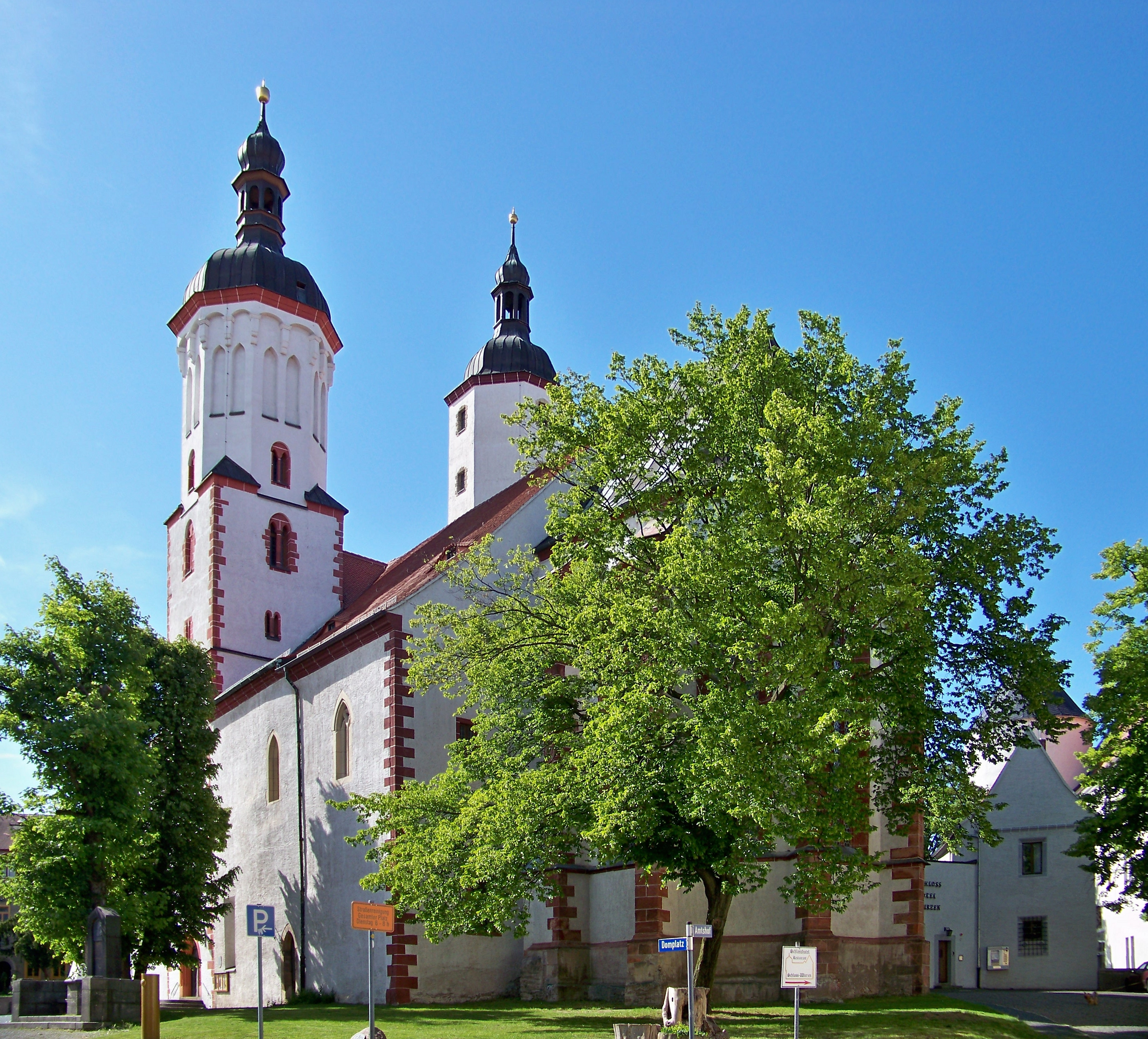
Dóm St. Marien
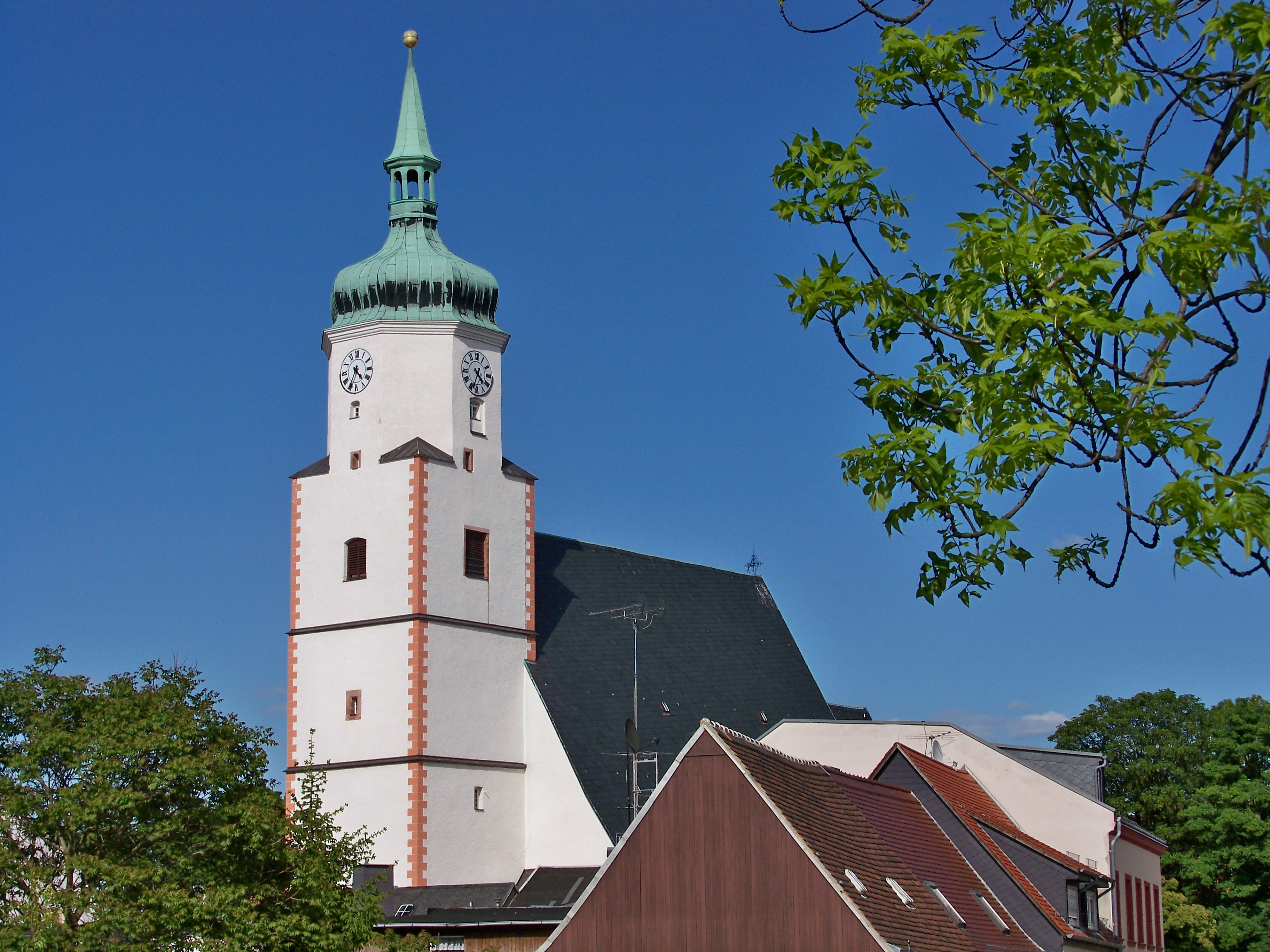
Wenzeslaikirche
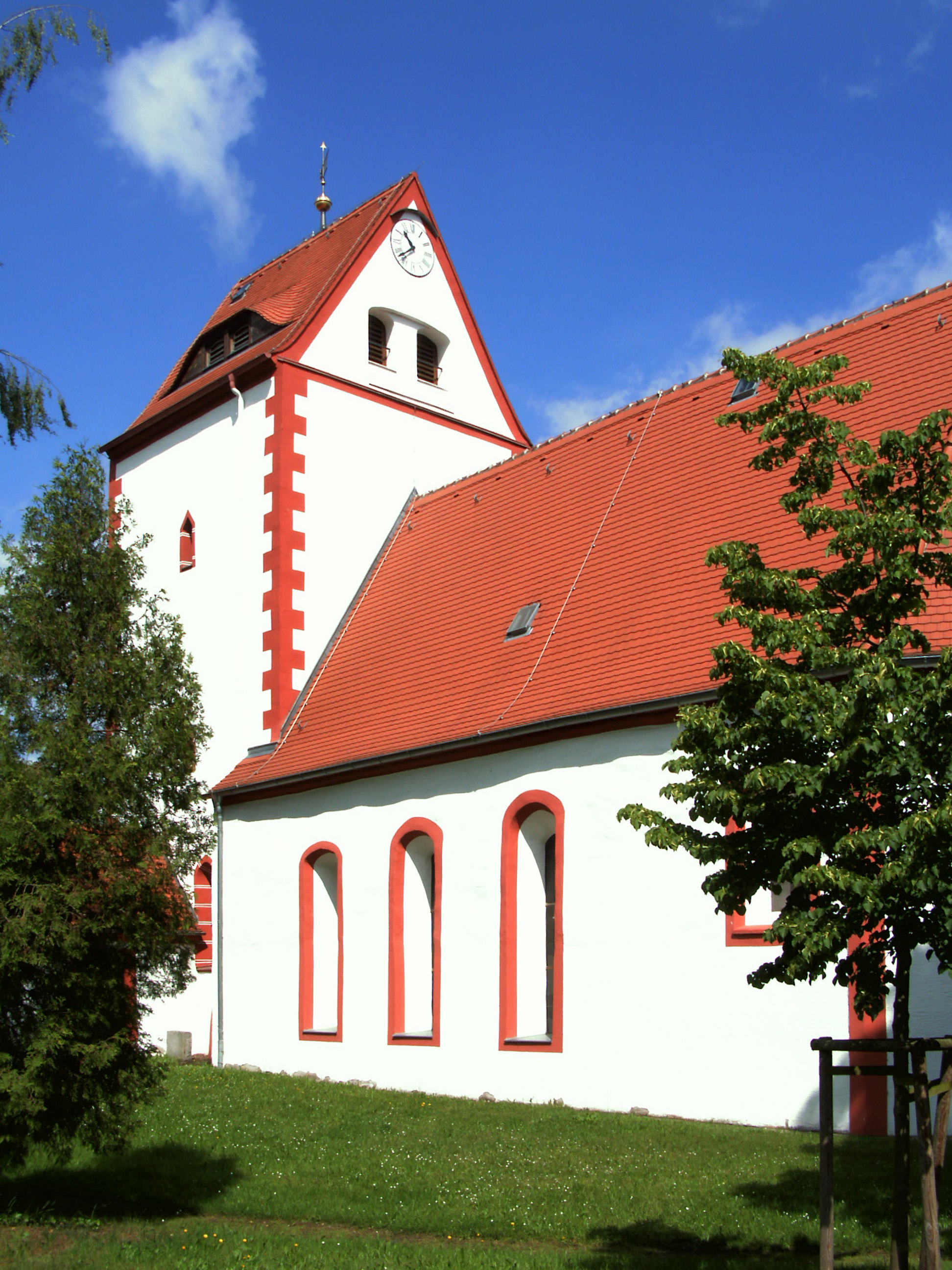
Nemt
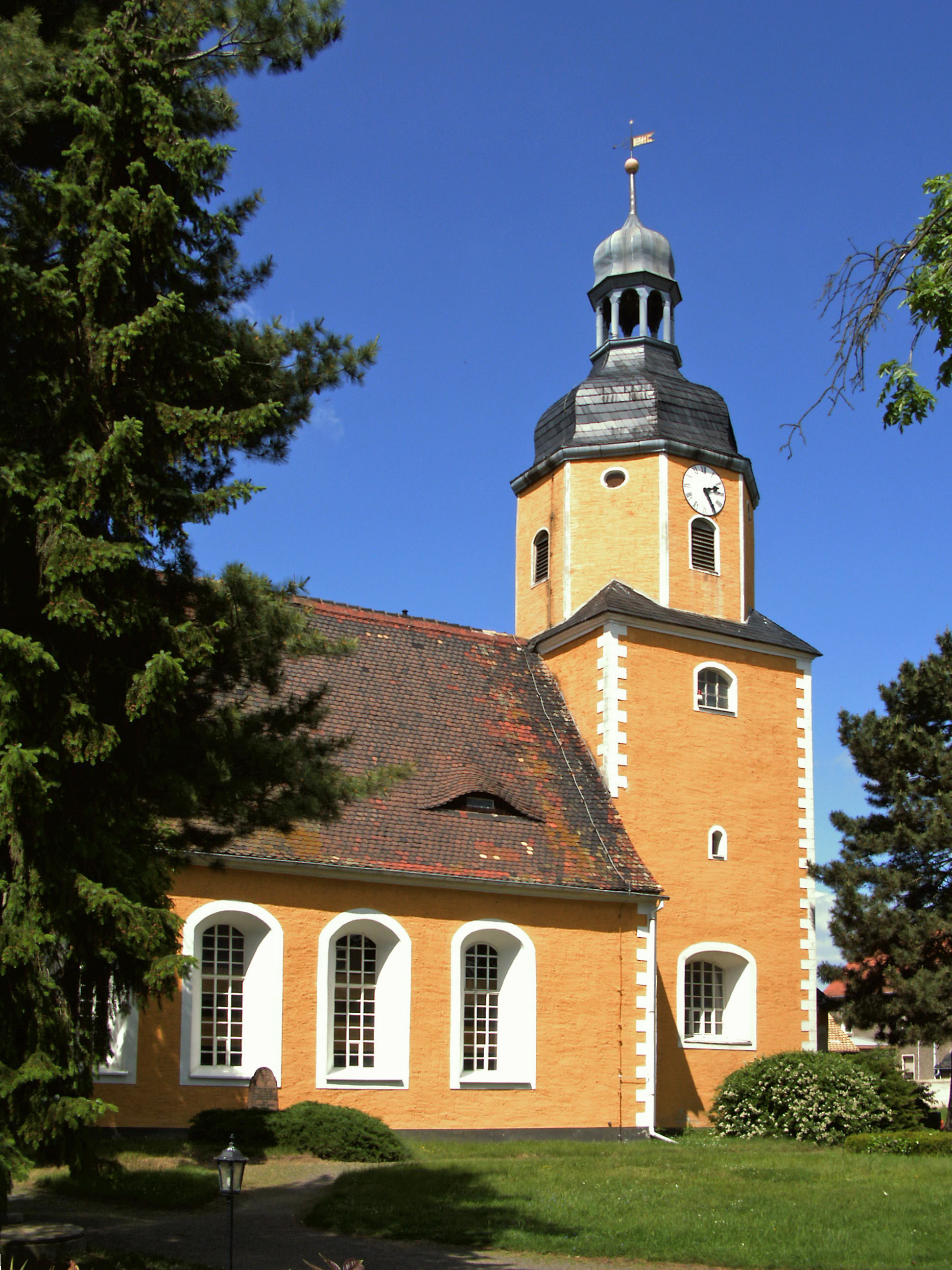
Sachsendorf
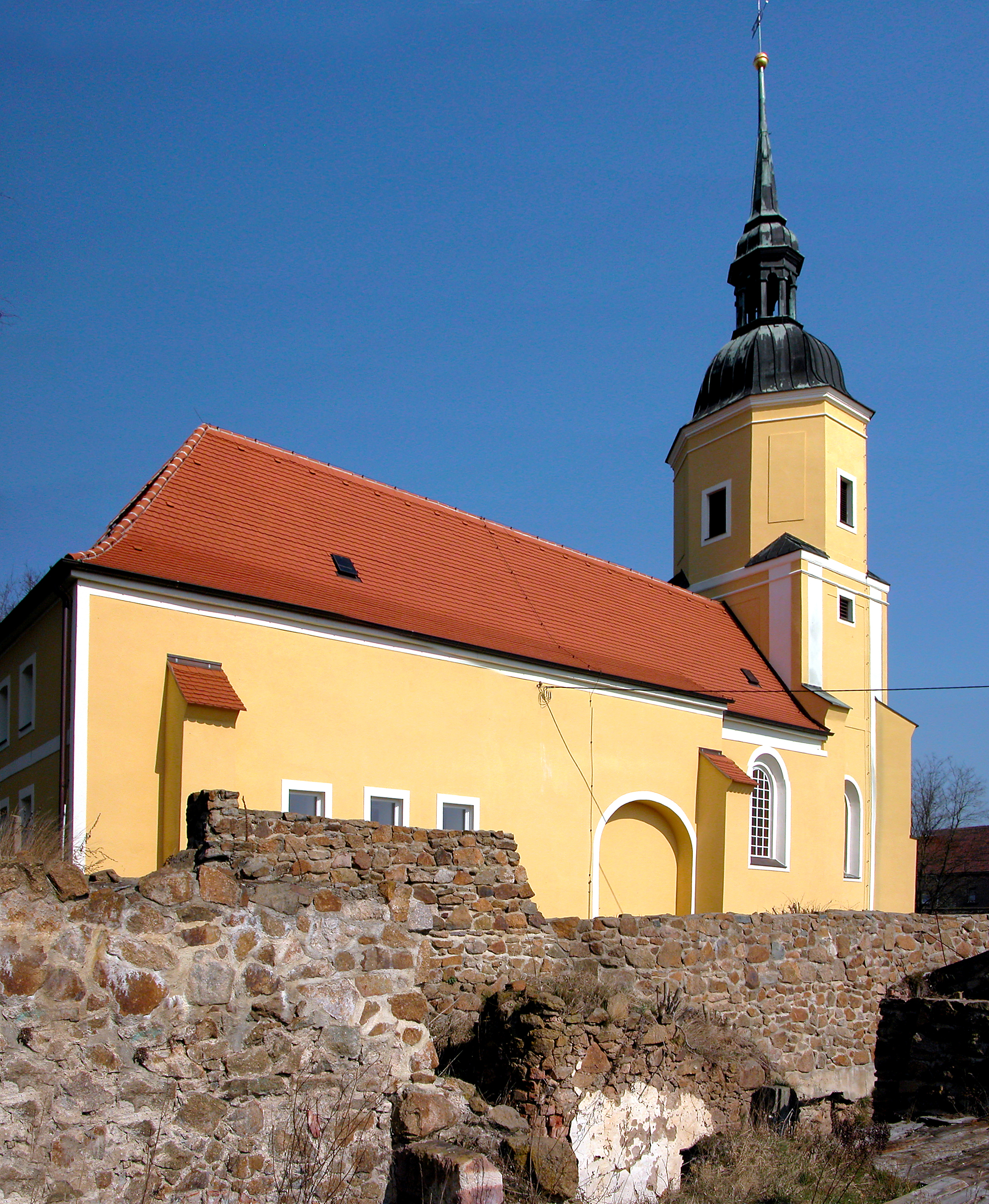
Nitzschka
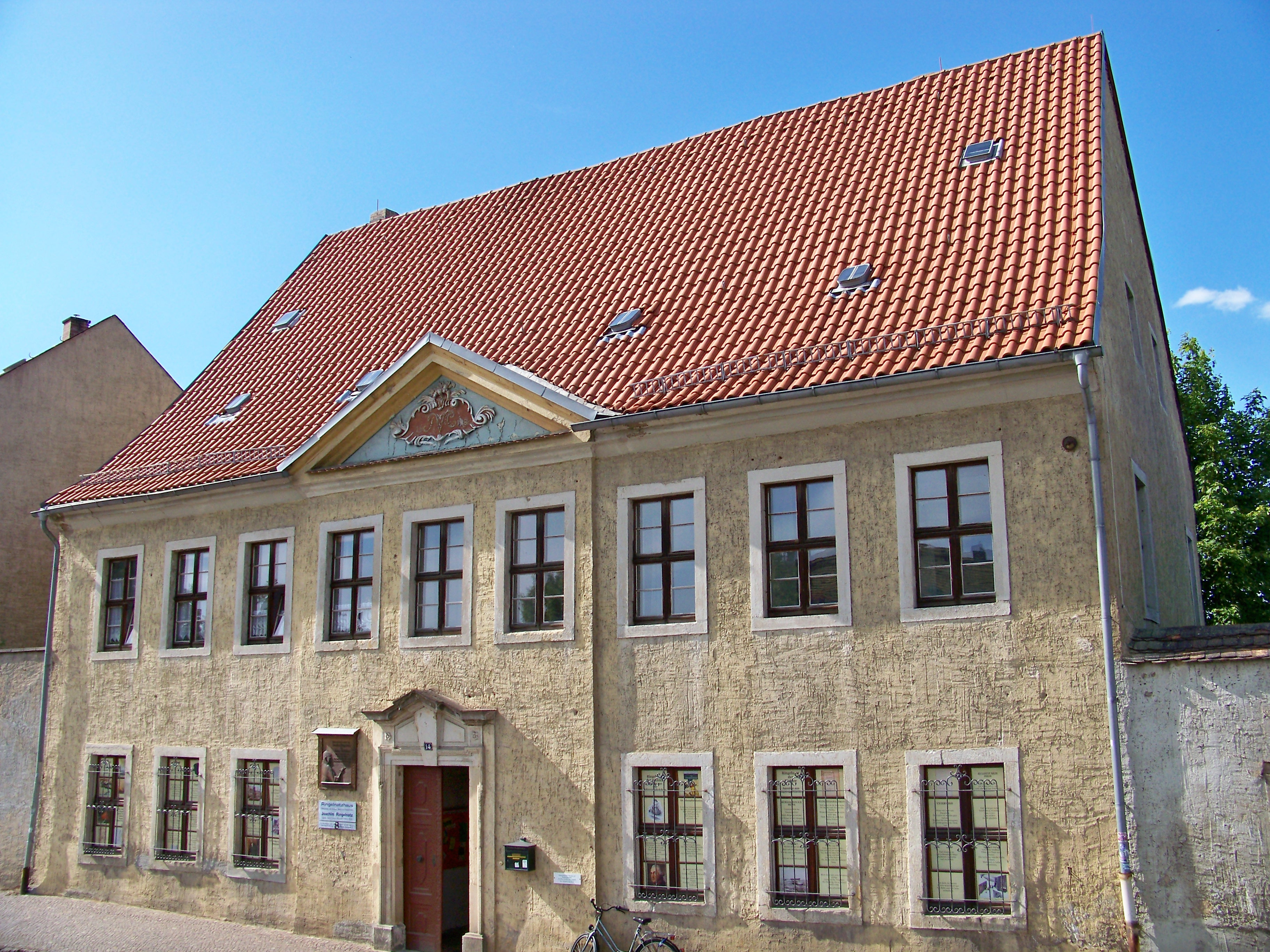
Joachim Ringelnatz szülőhaza
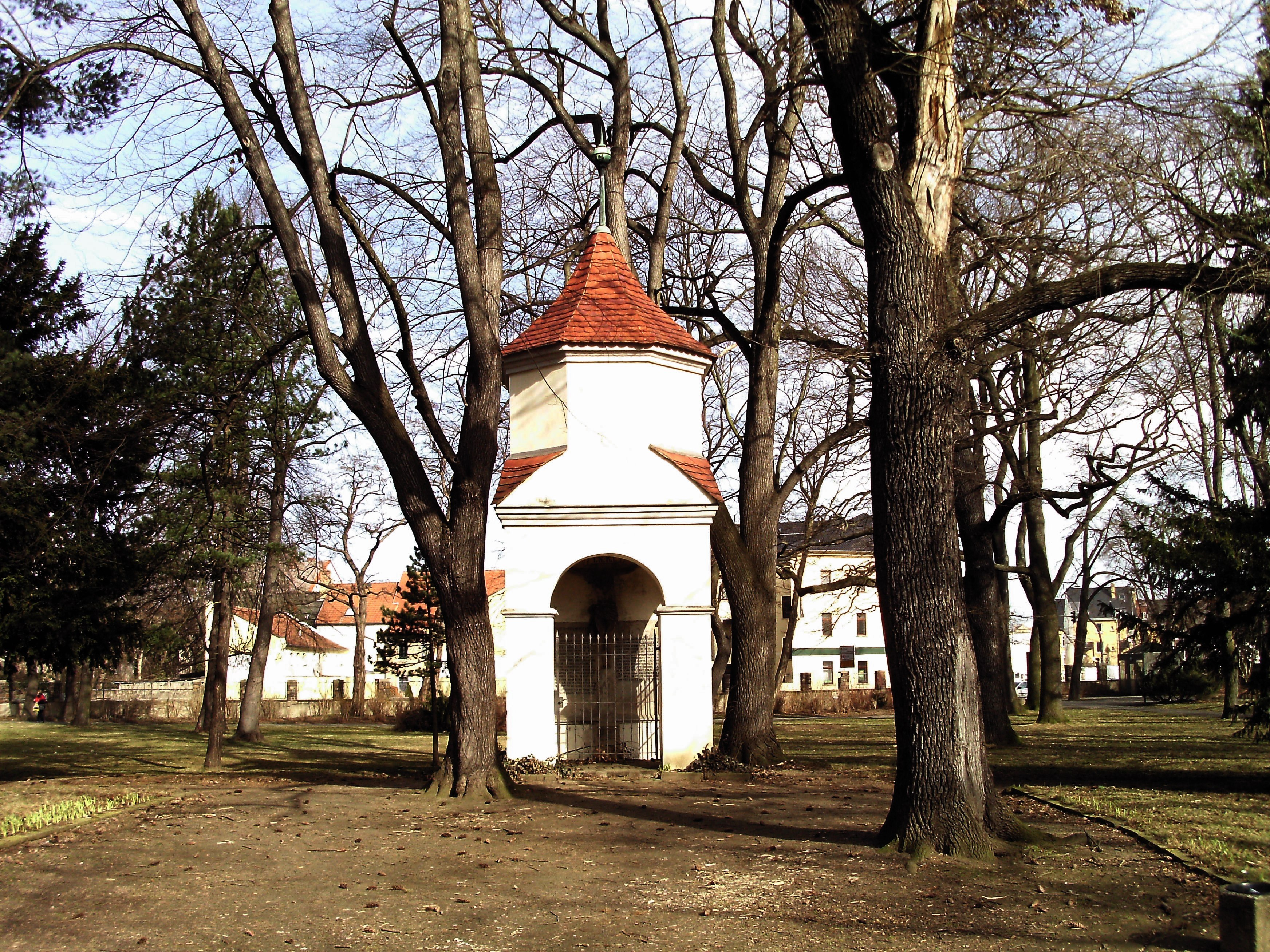
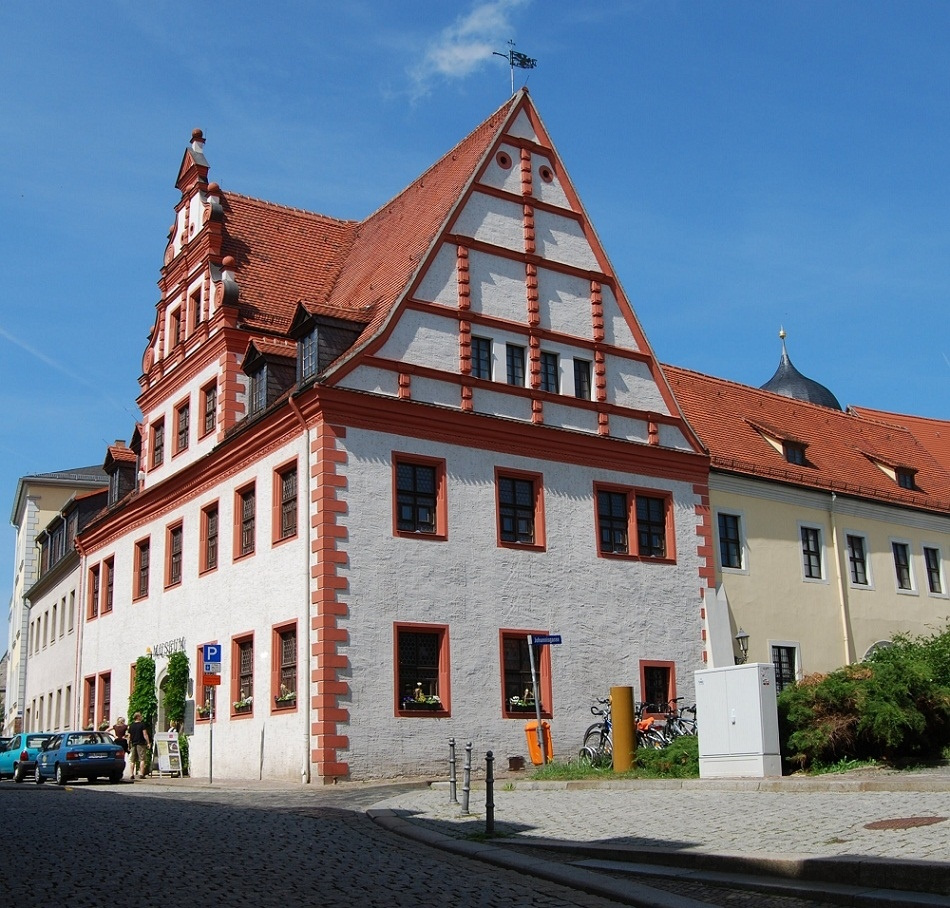
A kultúrtörténeti múzeum
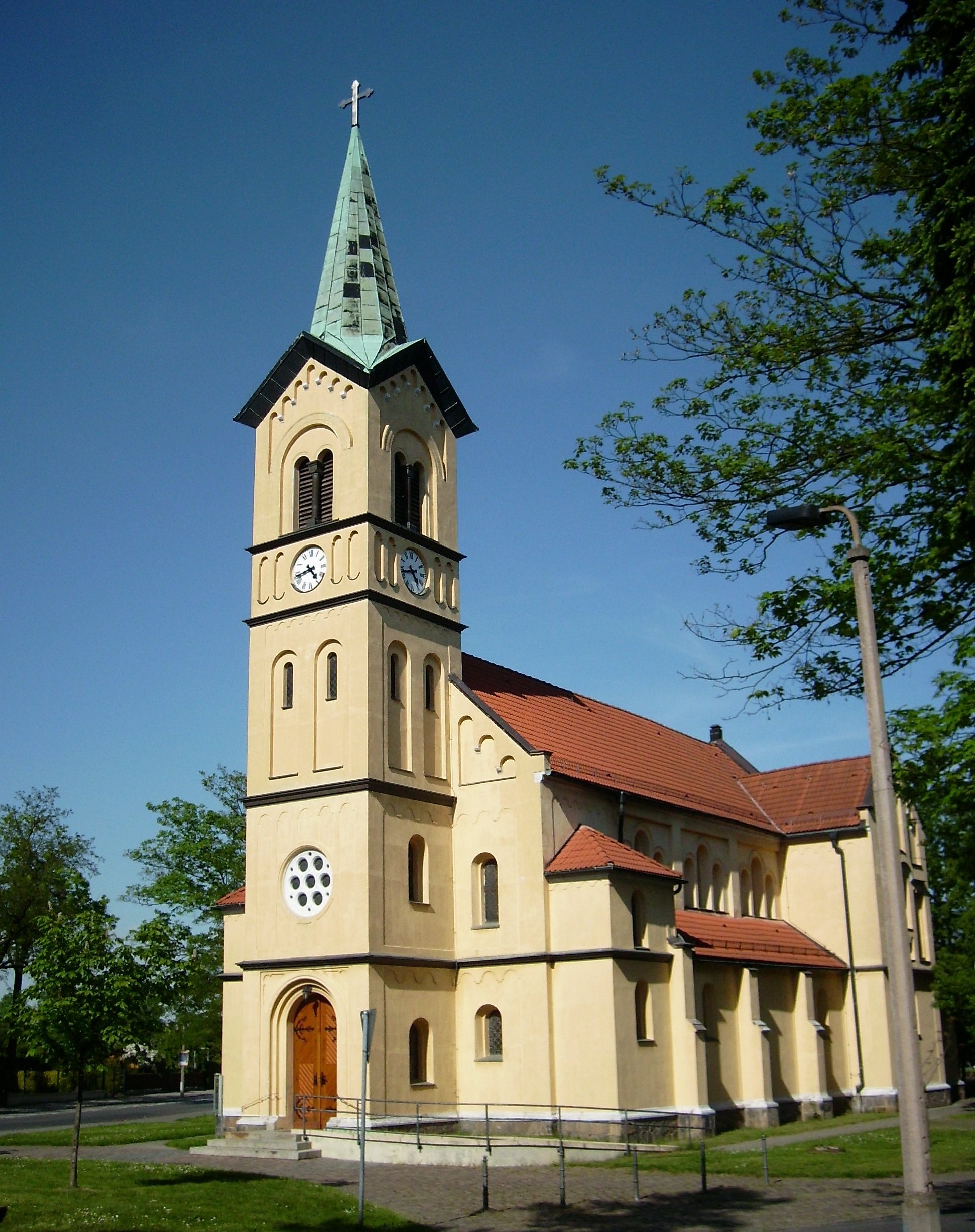
Szent Szív templom (Herz-Jesu-Kirche)
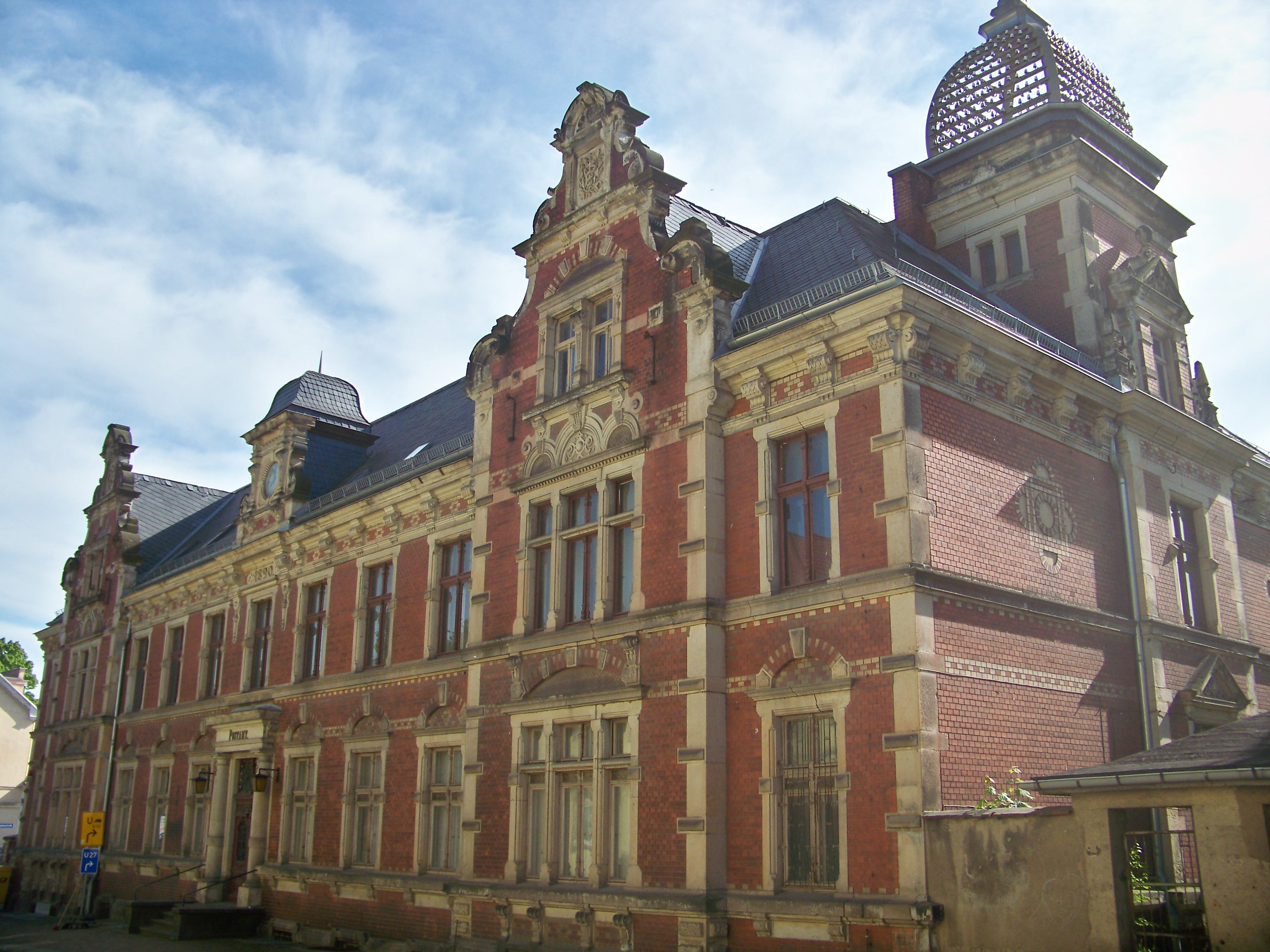
A volt posta
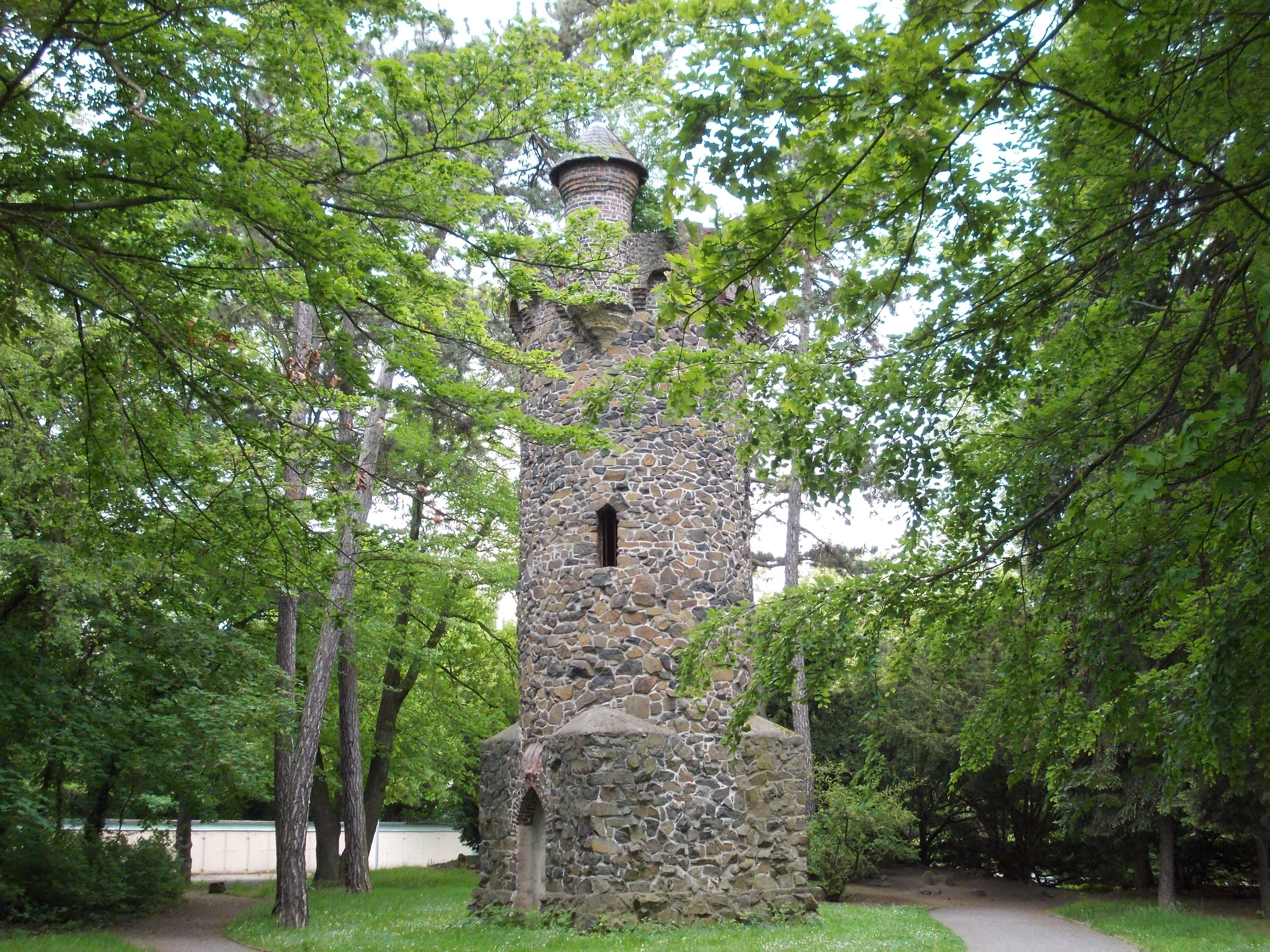
Torony a városi parkban
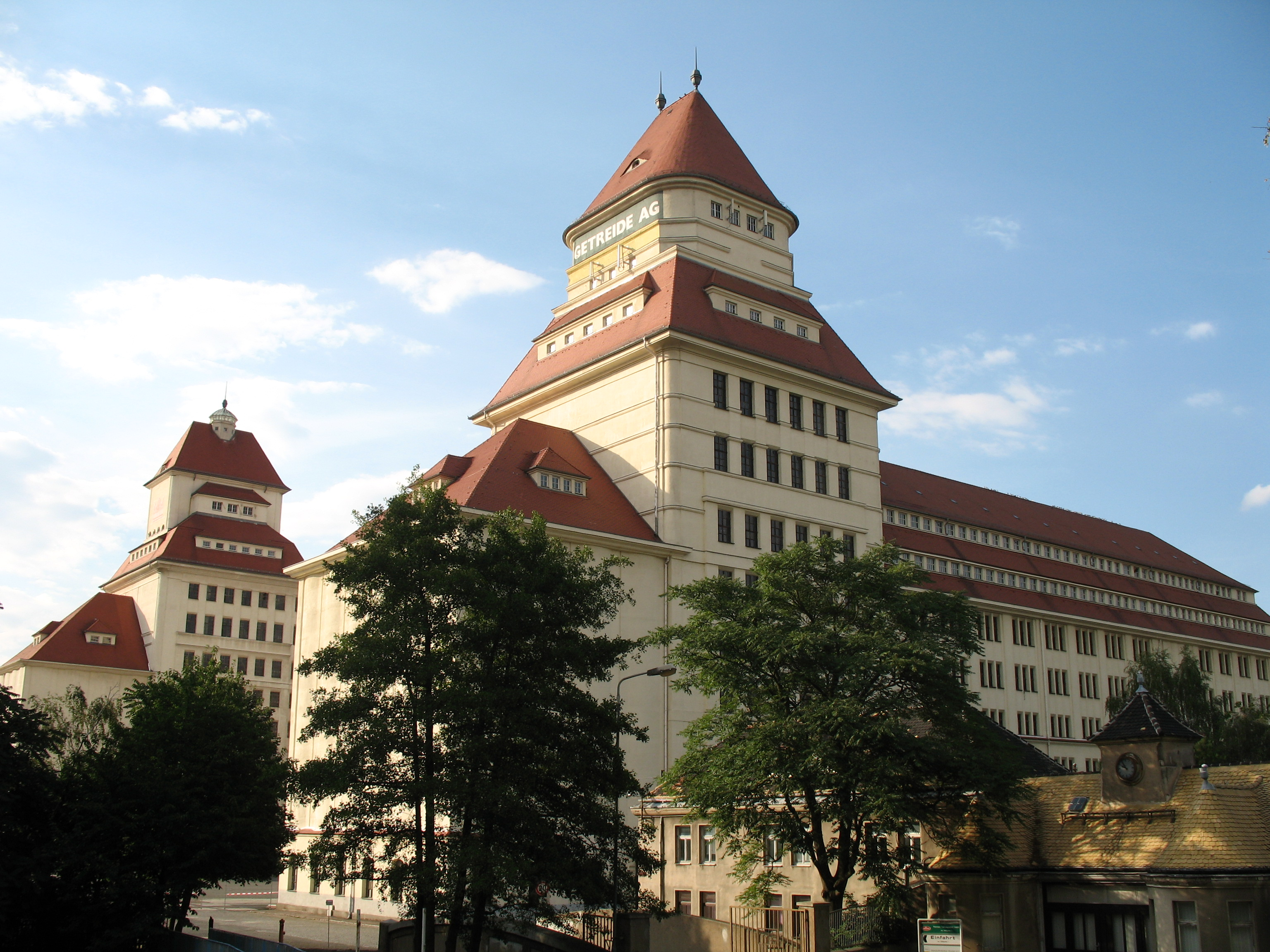
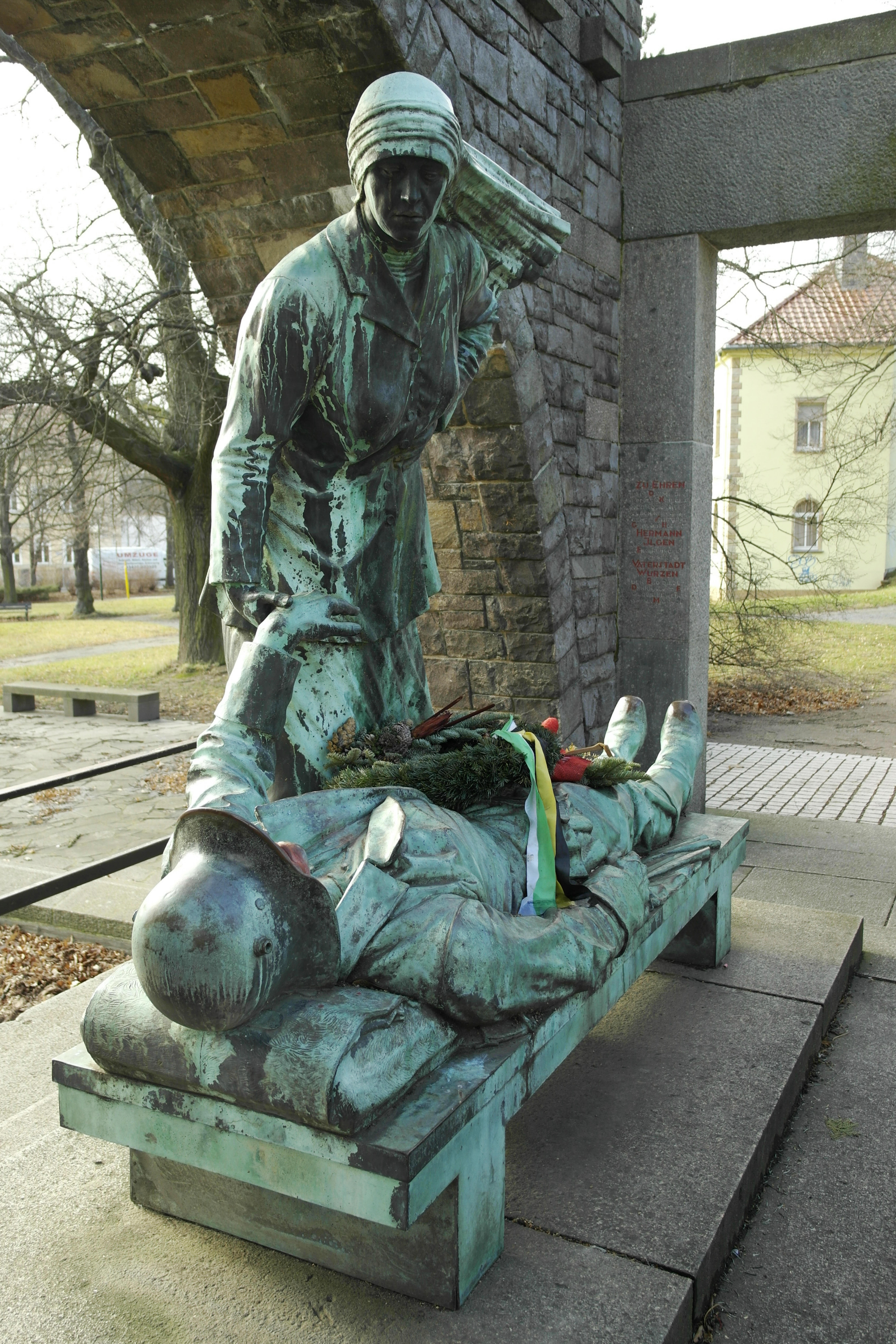
Elsa Brändström
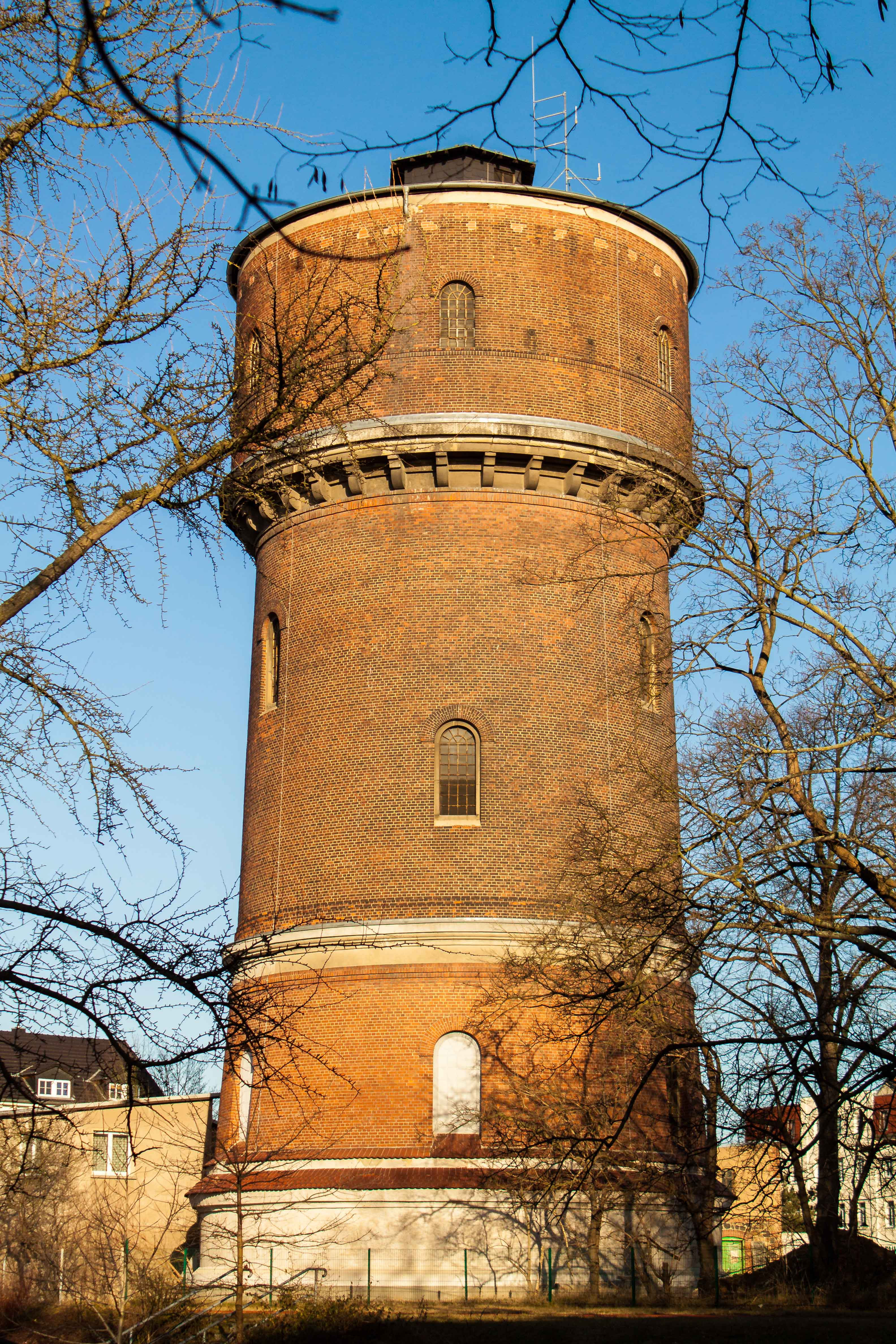
A víztorony Wurzenben
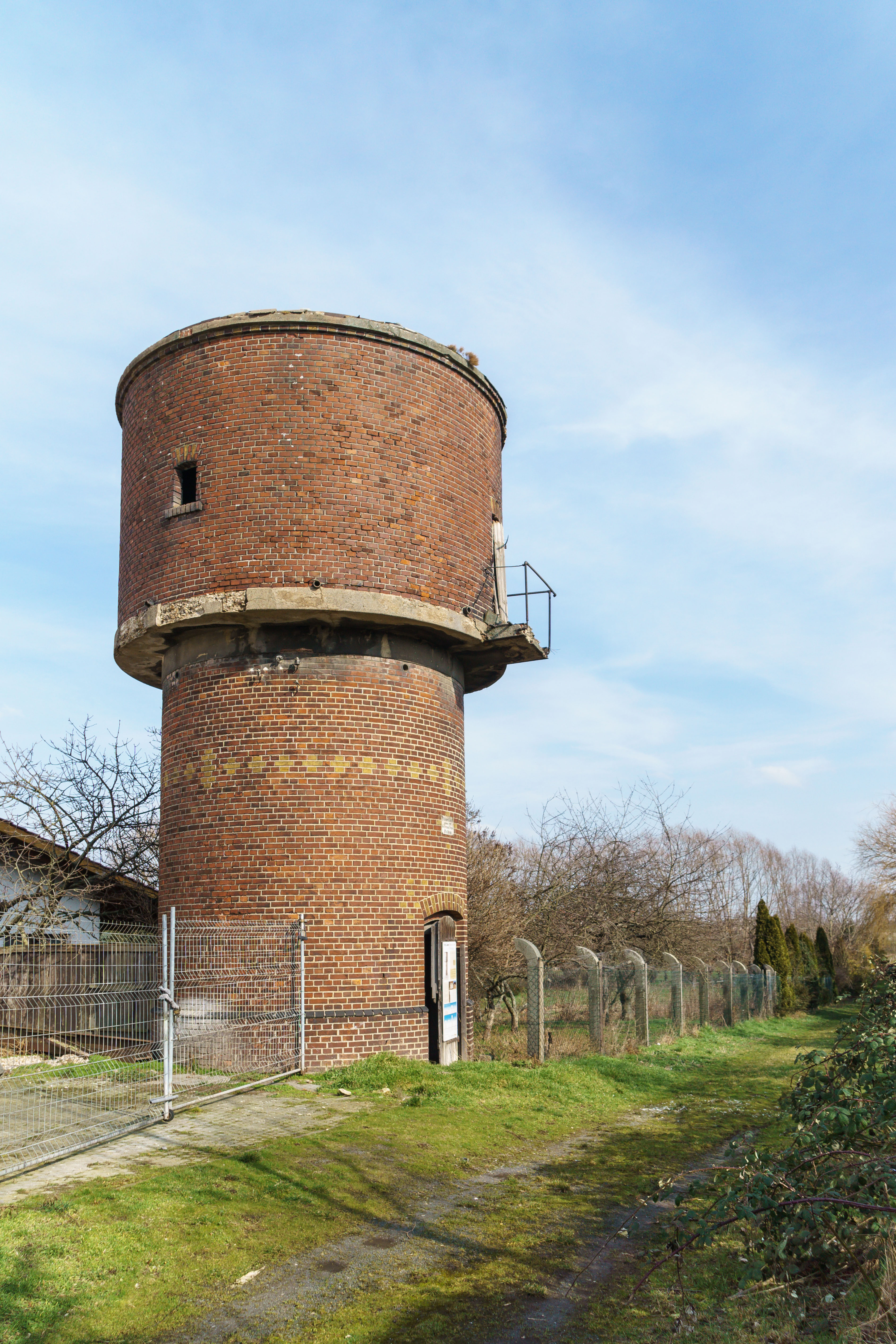
A víztorony Roitzschban
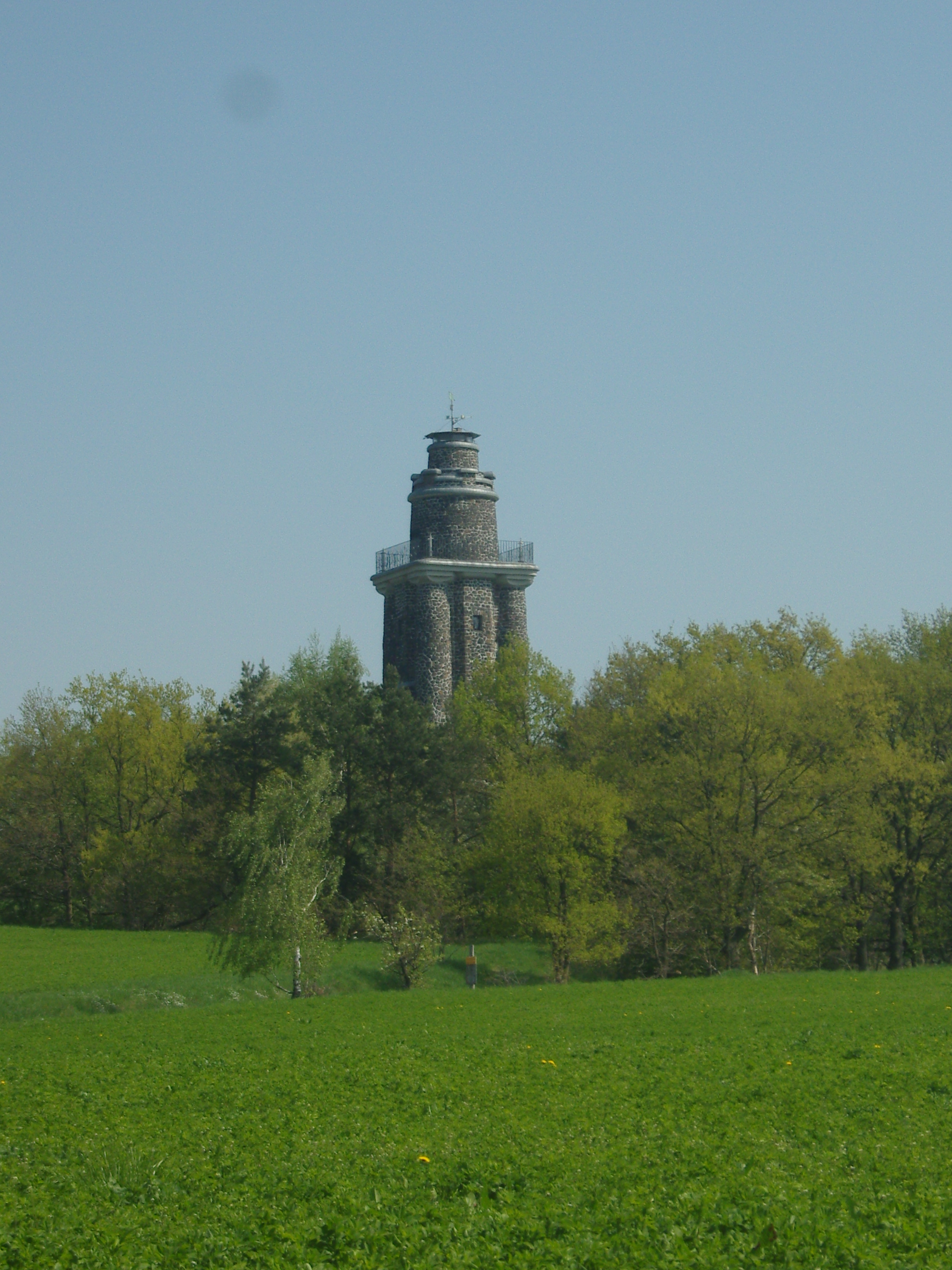
Bismarck-torony Dehnitzben
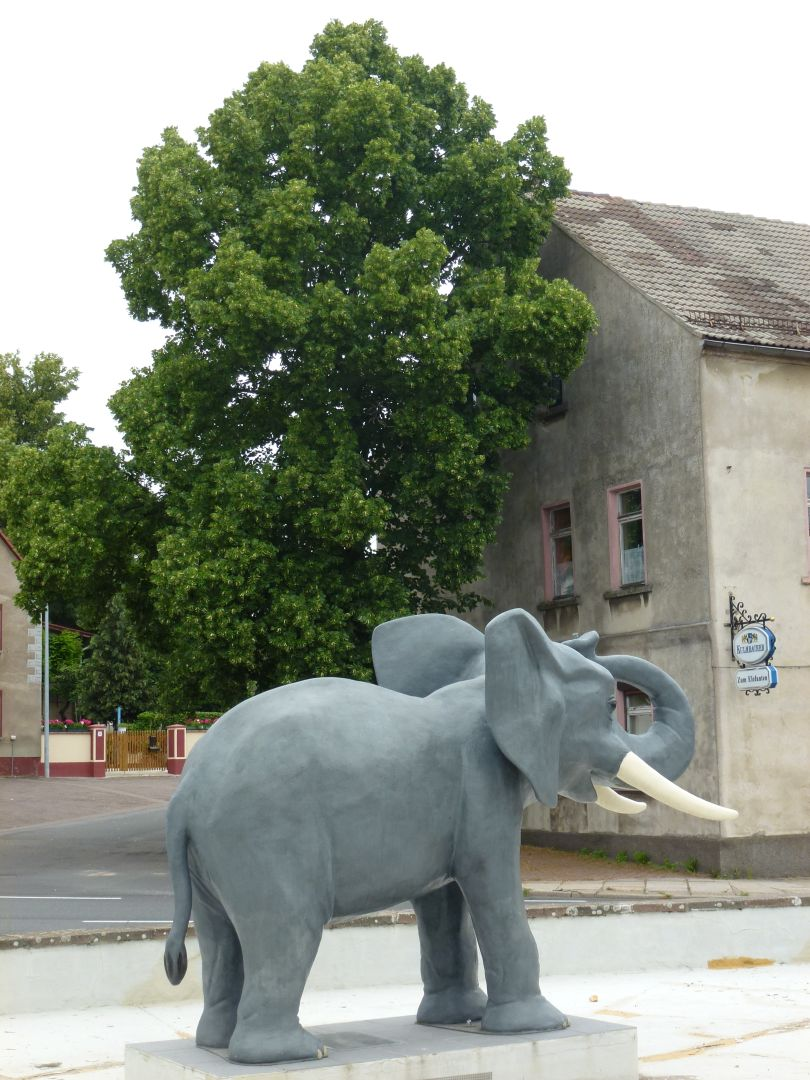
Elefánt kút Kührenben
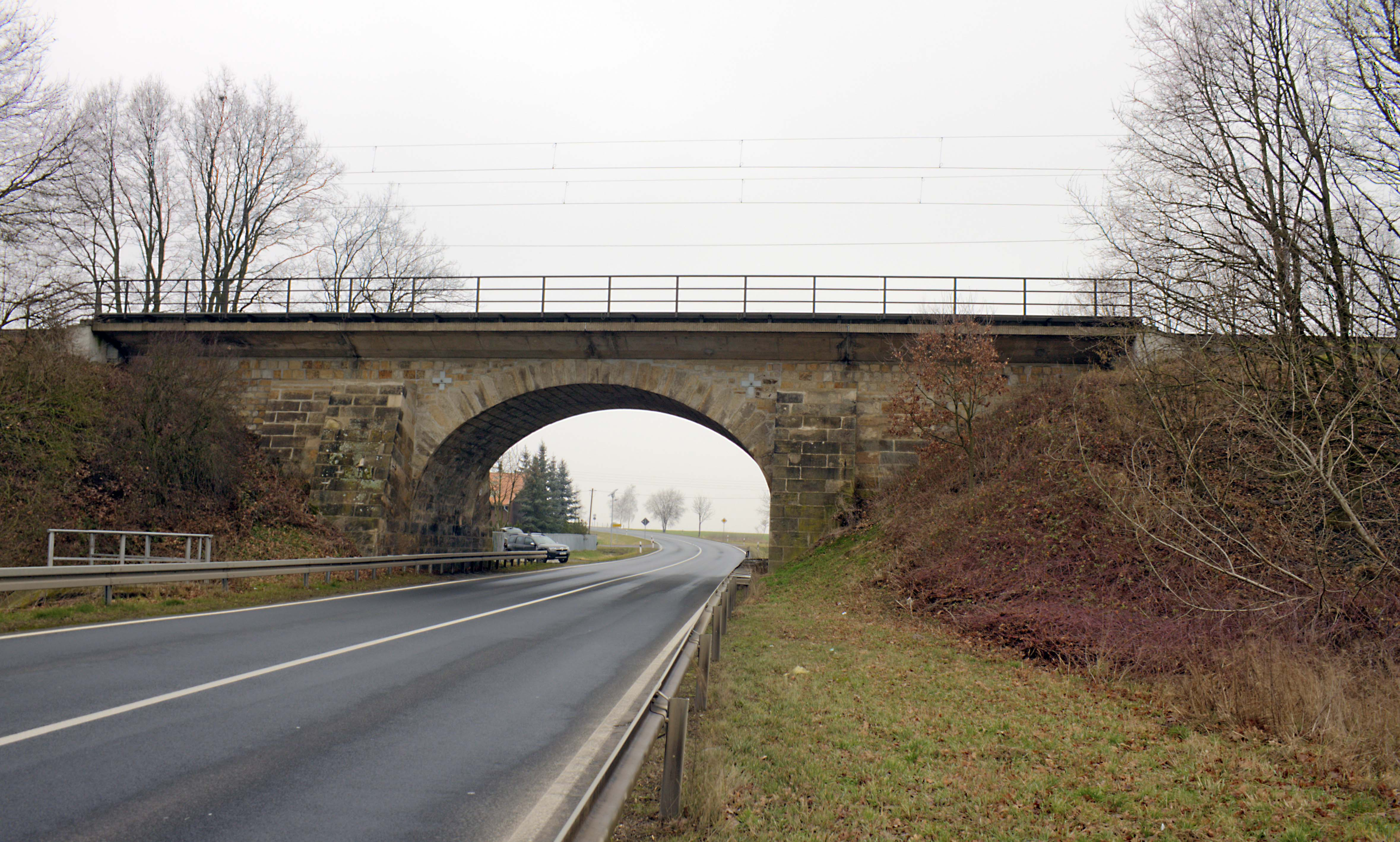
A legrégebbi működő vasúti híd Németországban 1838-ból Kornhain közelében
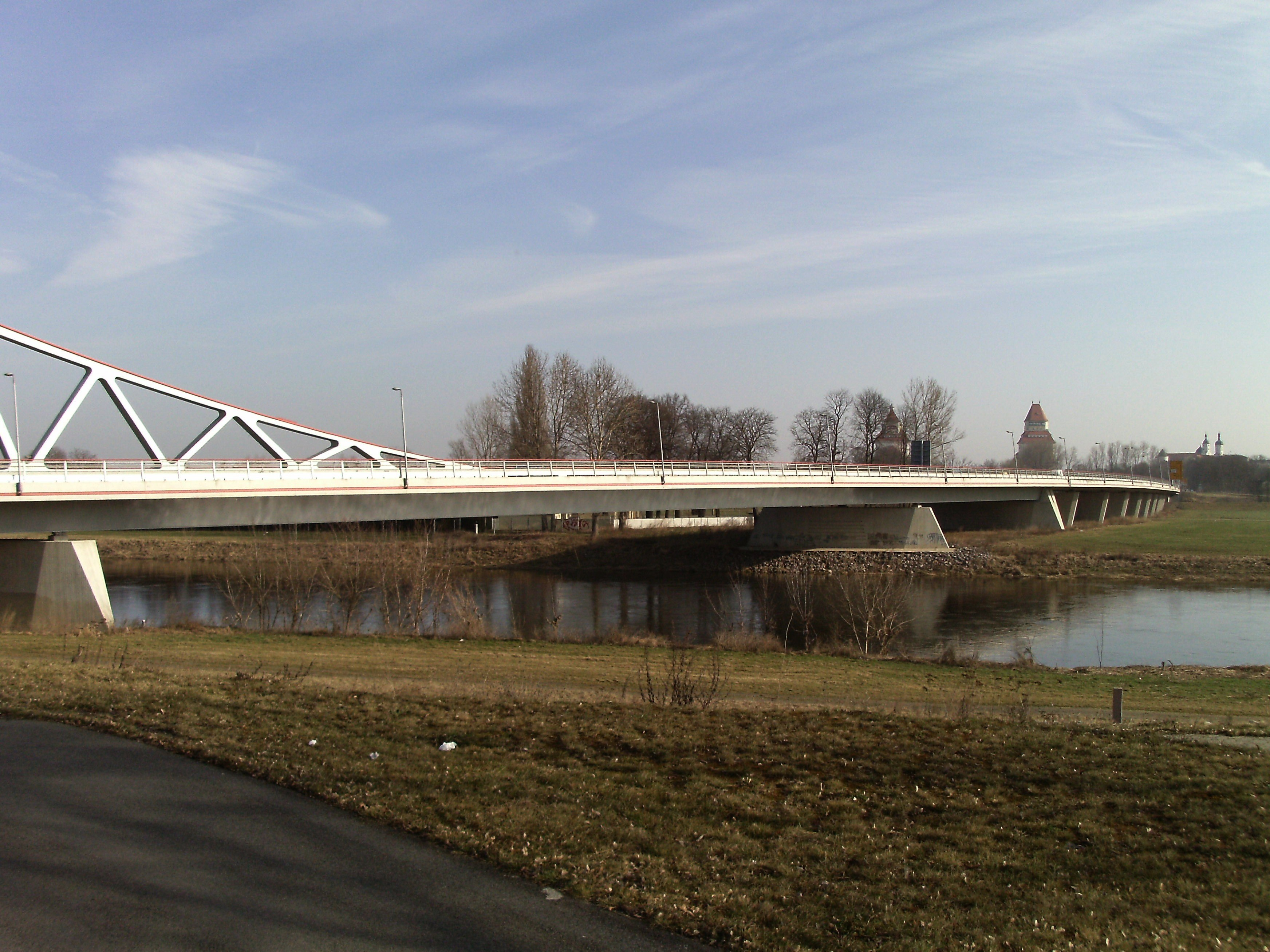
Az új hídt a Mulde folyó felett.

## Fordítás
- Ez a szócikk részben vagy egészben  a   Wurzen című német Wikipédia-szócikk fordításán alapul.  Az eredeti cikk szerkesztőit annak laptörténete sorolja fel. Ez a jelzés csupán a megfogalmazás eredetét és a szerzői jogokat jelzi, nem szolgál a cikkben szereplő információk forrásmegjelöléseként.